# Pływanie na Igrzyskach Wspólnoty Narodów 2010 – 400 m stylem dowolnym mężczyzn
Pływanie na 400 metrów stylem dowolnym mężczyzn było jedną z konkurencji pływackich rozgrywanych na Igrzyskach Wspólnoty Narodów 2010 w Nowym Delhi. Eliminacje i finał rozegrano 4 października w SPM Swimming Pool Complex. Złoto zdobył reprezentant Kanady Ryan Cochrane.

## Eliminacje
Do finału kwalifikowało się ośmiu zawodników z najlepszymi czasami ze wszystkich wyścigów eliminacyjnych.
Wyścig 1
| Pozycja | Tor | Zawodnik           | Czas    | Uwagi |
| ------- | --- | ------------------ | ------- | ----- |
| 1       | 5   | James Sanderson    | 4:22,41 |       |
| 2       | 3   | Adam Viktora       | 4:33,64 |       |
| 3       | 6   | Ryan Govinden      | 4:49,04 |       |
| -       | 4   | Matthew Abeysinghe | DNS     |       |

Wyścig 2
| Pozycja | Tor | Zawodnik        | Czas    | Uwagi |
| ------- | --- | --------------- | ------- | ----- |
| 1       | 4   | Ryan Napoleon   | 3:51,06 |       |
| 2       | 6   | David Davies    | 3:51,37 |       |
| 3       | 5   | David Carry     | 3:51,73 |       |
| 4       | 3   | Riaan Schoeaman | 3:54,28 |       |
| 5       | 2   | Ieuan Lloyd     | 3:54,57 |       |
| 6       | 7   | Ullalmath Gagan | 4:06,29 |       |
| 7       | 1   | Teo Zhen        | 4:07,25 |       |
| 8       | 8   | Colin Bensadon  | 4:17,64 |       |

Wyścig 3
| Pozycja | Tor | Zawodnik             | Czas    | Uwagi |
| ------- | --- | -------------------- | ------- | ----- |
| 1       | 5   | Mark Randall         | 3:51,64 |       |
| 2       | 6   | Richard Charlesworth | 3:53,83 |       |
| 3       | 2   | Blake Worsley        | 3:54,82 |       |
| 4       | 3   | Robert Bale          | 3:55,71 |       |
| 5       | 4   | Robert Hurley        | 3:57,46 |       |
| 6       | 7   | Soon Choy Yeap       | 4:03,25 |       |
| 7       | 1   | Mandar Divase        | 4:06,02 |       |
| -       | 8   | Bernard Blewudzi     | DNS     |       |

Wyścig 4
| Pozycja | Tor | Zawodnik        | Czas    | Uwagi |
| ------- | --- | --------------- | ------- | ----- |
| 1       | 4   | Ryan Cochrane   | 3:50,70 |       |
| 2       | 5   | Robert Renwick  | 3:50,85 |       |
| 3       | 3   | Jean Basson     | 3:53,06 |       |
| 4       | 6   | Daniel Coombs   | 3:54,74 |       |
| 5       | 7   | Sean Penhale    | 4:01,00 |       |
| 6       | 1   | Jeremy Matthews | 4:07,07 |       |
| 6       | 8   | Jia Ng          | 4:13,03 |       |
| -       | 2   | Kenrick Monk    | DNS     |       |

## Finał
Zawodnik z RPA, Jean Basson nie wystartował w finale mimo uzyskania kwalifikacji, Jego miejsce zajął dziewiąty w eliminacjach Riaan Shchoeman, również z RPA.
| Pozycja | Tor | Zawodnik             | Czas    | Uwagi |
| ------- | --- | -------------------- | ------- | ----- |
|         | 4   | Ryan Cochrane        | 3:48,48 |       |
|         | 3   | Ryan Napoleon        | 3:48,59 |       |
|         | 7   | David Carry          | 3:50,06 |       |
| 4       | 6   | David Davies         | 3:50,52 |       |
| 5       | 2   | Mark Randall         | 3:50,87 |       |
| 6       | 5   | Robert Renwick       | 3:51,74 |       |
| 6       | 8   | Riaan Schoeaman      | 3:53,85 |       |
| 8       | 1   | Richard Charlesworth | 3:58,50 |       |